# Сан Бовио-Сан Феличе (Милано)
Сан Бовио-Сан Феличе је насеље у Италији у округу Милано, региону Ломбардија.
Према процени из 2011. у насељу је живело 3963 становника. Насеље се налази на надморској висини од 110 м.